# Brett Gelman
Brett Clifford Gelman (Highland Park, 6 de outubro de 1976) é um ator e humorista norte-americano, conhecido pelos papéis de Murray Bauman na série Stranger Things, de Martin em Fleabag,
e de Mr. K em Go On.